# Апракос
Апракос (стгрч. απρακτοςαπρακτος - празнично) - врста Јеванђеља или апостола, иначе названа „Недељно Јеванђеље (Апостол)“ или „Литургијско Јеванђеље (Апостол)“, у коме текст није организован, већ постављен у канонском редоследу утврђеном на Сабору у Лаодикији, као календар, у складу са недељним црквеним читањима, почев од Васкршње недеље. Многи од најстаријих старословенских рукописа јеванђеља су апракоси: Савина књига, Остромирово јеванђеље, Архангелско јеванђеље и други.
У савременој литератури понекад се супротстављају православна и католичка верзија таквих књига; истовремено, назив „јеванђеље-апракос” резервисан је за текстове православне традиције, а католичке књиге се називају евангелари или евангелари (за текстове јеванђеља) и лекционари (за збирке свих библијских читања).

## Редослед читања
Генерално, редослед читања у апракос јеванђељима одговара редоследу читања Цариградске патријаршије, са ретким изузецима.
Приближан редослед читања може се навести на следећи начин:
- од Васкрса до Педесетнице претежно Јеванђеље по Јовану;
- од Педесетнице до Нове године, углавном Јеванђеље по Матеју;
- од Нове године до Великог поста, углавном Јеванђеље по Луки;
- у посту – разни јеванђелисти;
- на крају апракоса налазе се читања за „фиксне“ празнике, односно невезане за датум Васкрса.

Читања за непокретне (фиксне) празнике (тј. који падају на исте календарске датуме) називају се и „месеци речи“ и значајно се разликују у различитим рукописима апракосових јеванђеља. Једино што је уобичајено је да месечник у рукописима Апракос увек прати недељна читања и рукопис се тиме завршава.